# Air Mail Pilot
Air Mail Pilot è un film muto statunitense del 1928 diretto da Gene Carroll.